# アカ語

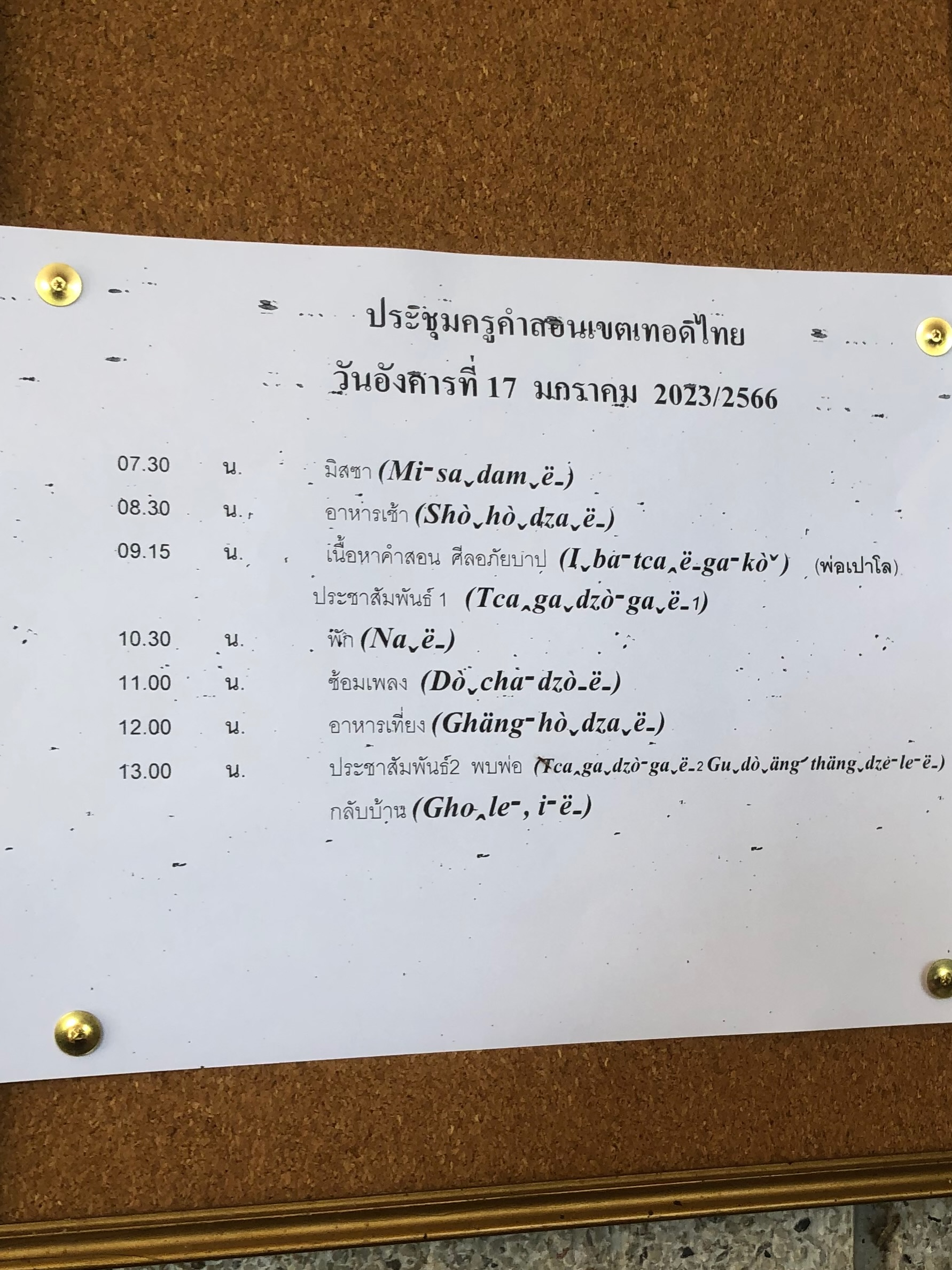
タイの教会で撮影された張り紙。タイ語及びアカ語で記されている。

アカ語 (アカご、/àkādɔ̀/)は、アカ人の言語であり、中国雲南省、ミャンマー東部のシャン州、ラオス北部、ベトナム、及びタイ北部で話される。
欧米の言語学者は、アカ語をハニ語 (哈尼語)及びホニ語(豪尼語)と共にハニ諸語を構成する別個の言語として分類している。これらの言語は系統的には近縁であるものの、相互理解可能性は乏しい。ハニ諸語はさらにロロ諸語の南部語群に属する。ロロ諸語はムル諸語 (Mru) と共にチベット・ビルマ語派ロロ・ビルマ語群の一部を成す。
一方、中国では、アカ語を含むハニ諸語の話者が、民族識別工作においてハニ族に分類されている。こうした背景もあり、中国語の言語学者は、アカ語をハニ語の一方言として扱っている。
アカ語の話者が居住しているのは山岳の遠隔地帯であり、方言連続体を成すと雖も変種間の均質性は低く、10キロメートルも離れた村同士であれば方言差が認められる。

## 分布
西田龍雄は、1966年時点で、アカ人の居住区が以下の地域に見られると報告している。
- 雲南省・シップソーンパンナー地域
- シャン州・ケントゥン地域
- ラオス・ポンサーリー地域
- ラオス・ムアンシン（英語版）地域
- タイ・チエンラーイ県北部地域

Inga-Lill Hanssonは、2003年時点で、タイ・ミャンマー・ラオス・ベトナム・中国の各国におけるアカ人の人口を以下のように推計している。
- タイ：約45,000人
- ミャンマー：約200,000人
- ラオス：約100,000人
- ベトナム：約7,000人
- 中国：約250,000人 (他のハニ族を除いた推計人口)

## 歴史
アカ語は、シナ・チベット語族の中でもロロ諸語に属し、彝語やリス語とは近縁関係にある。
伝統的に山岳地帯で焼畑農業を営み、陸稲を栽培してきたアカの人々は、中国西南部から東南アジア大陸部の各地域へと移住してきた。
タイのアカ語話者は、20世紀以降にミャンマーから移住してきた人々で、桂（1966）はタイ国内においてもタイ語を話せるアカ人が極めて少数であったと報告している。桂によると、山地民同士の会話では、ラフ・ナ語に加えて、シャン語と中国語の雲南方言、平地のタイ人との会話では、シャン語ないし「シャン語風に変形した北タイ方言」が用いられたという。Hansson (2003) は、タイに居住するアカ人に関して、上の世代ではラフ語や北タイ語、さらには中国語を話せる者も珍しくないと述べている。

### 音韻史
アカ語では母音におけるきしみ声の有無が音韻的に対立しているが、きしみ声化はチベット・ビルマ祖語の音節末子音*-p, *-t, *-kの消失に伴って発生したものである。

## 音韻論

### 「標準」アカ語の音素目録
この節で扱うのは、Lewis (1968ab) によるアカ語の音素目録である。Lewisの記述した「ジェゴエ」(/dʑə̀ɣø̀/) と呼ばれる変種は、他方言の話者に対しても広く通用する「標準語」としての性格を備えている。

#### 子音目録
「標準」アカ語は26の子音音素を認めることができる。子音連結は見られない。
|        |        | 両唇音 | 両唇音 | 歯茎音 | 歯茎音 | 歯茎硬口蓋音 | 軟口蓋音 | 声門音 |
|        | 口蓋化 |        | 口蓋化 |        |        | 歯茎硬口蓋音 | 軟口蓋音 | 声門音 |
| ------ | ------ | ------ | ------ | ------ | ------ | ------------ | -------- | ------ |
| 鼻音   | 鼻音   | m      | mʲ     | n      | nʲ     |              | ŋ        |        |
| 破裂音 | 無声   | p      | pʲ     | t      | t      |              | k        | ʔ      |
| 破裂音 | 有声音 | b      | bʲ     | d      | d      |              | ɡ        |        |
| 破擦音 | 無声   |        |        | ts     | ts     | tɕ           |          |        |
| 破擦音 | 有声   |        |        | dz     | dz     | dʑ           |          |        |
| 摩擦音 | 無声   |        |        | s      | s      | ɕ            | x        | h      |
| 摩擦音 | 有声   |        |        | z      | z      | ʑ            | ɣ        |        |
| 接近音 | 接近音 |        |        | l      | l      |              |          |        |

セーレン・エゲロッドとInga-Lill Hanssonによるアカ語のラテン文字表記では、有気音の<ph, th, tsh, kh, phj, thj>と無気音の<p, t, ts, k, pj, tj>を区別している。また、無声摩擦音<xh, sh, sjh>と<x, s, sj>の対立を認めている。

#### 母音目録
母音音素は、音節主音の/m̩/を含めると13個である。そのうち、/i, ɛ, ø, a, u, o, ɔ, ɯ, ə/の9つはきしみ声の有無が区別される。
| 前舌   | 前舌 | 中舌 | 後舌   | 後舌 |
| 非円唇 | 円唇 | 中舌 | 非円唇 | 円唇 |
| ------ | ---- | ---- | ------ | ---- |
| i      | y    |      | ɯ      | u    |
| e      | ø    |      | ə      | o    |
| ɛ      |      | a    | ɑ      | ɔ    |

/ɑ/はわずかに鼻音化している。
その他、シャン語からの借用語に二重母音/ai, ao, am/が見られる。

#### 声調目録
アカ語は声調言語であり、全ての音節が高声調・中声調・低声調のいずれかと結びついている。しかし、母音がきしみ声の場合、高声調は現れず、中声調と低声調の2つが区別されるのみである。
|    |                  | きしみ声     |
| -- | ---------------- | ------------ |
| 高 | /má/「満杯」     |              |
| 中 | /mā/「母」       | /mā̰/「夢」   |
| 低 | /mà/「〜でない」 | /mà̰/「集団」 |

セーレン・エゲロッドとInga-Lill Hanssonは、きしみ音化を子音文字-qにより表記している。

### その他の変種
桂（1966)及びKatsura (1973)はタイ北部メーチャン郡のアルー村で話されるアカ語の音韻体系を記述している。

## 表記
旧来、アカの人々は文字を持たなかった。20世紀以降、ラテン文字等を用いたアカ語の表記法がいくつか提案されてきたものの、アカ語で読み書きできる人は極めて少ない。
以下の表は、バプテスト教会の宣教師ポール・ルイス (Paul Lewis) が考案したアカ語のラテン文字化と、それに対応するIPA表記を示したものである。ルイスによるラテン文字化は、タイ及びミャンマーで用いられている。
| IPA    | p | b | m | pʲ | bʲ | mʲ | t | d | n | tɕ | dʑ | nʲ | k | g | ŋ  | s | z | ɕ  | ʑ | ts | dz | x  | ɣ  | l | h | ʔ        |
| ラテン | p | b | m | py | by | my | t | d | n | c  | j  | ny | k | g | ng | s | z | sh | y | ts | dz | k' | g' | l | h | (無表記) |

| IPA    | i | e | ɛ  | ø  | a | ɑ  | u | o | ɔ  | y  | ɯ  | ə  | m̩ |
| ラテン | i | e | eh | oe | a | ah | u | o | aw | oi | ui | eu | m |

| IPA    | á  | ā | à  | ā̰  | à̰  |
| ラテン | a ̌ | a | a ̬ | aˆ | aꞈ |

## 文法
多くのチベット・ビルマ諸語と同様に、アカ語は行為者-目的語-動詞という語順を基本とする (SOV型)。また、動詞連続構文や文末助詞が多用される。行為者項の標示は義務的でなく、名詞句はしばしば話題化される (主題優勢言語)。

### 名詞句
名詞句内の語順は、主要部名詞-形容詞-指示詞-代名詞-数詞-類別詞である。
名詞句にはさらに意味役割などを標示する後置詞が付される。
- nɛ: 行為者、道具、「(場所・時間) から」
- áŋ: 直接目的語、間接目的語、「(場所) へ」、「(時間) に」
- à: 話題
- lɛ́: 「〜と (呼ぶ、名付ける)」
- ə̀: 所有者

後置詞nɛは、過去時制。の他動詞文における主語の標示に用いられる。同じく行為者を表すものでも、自動詞文の主語や、非過去時制の他動詞主語に対しては用いられない (分裂能格)。

### 動詞と形容詞
アカ語には動詞と形容詞の形態論的な区別が認められる。動詞の辞書形は助詞əを伴う (例：dzà ə「食べる」)。一方、形容詞をそれ単体で発話する際は、接頭辞jɔが現れる (例：jɔ-sjhý「黄色い」)。

### 証拠性
アカ語の文末助詞には、証拠性やミラティビティ、エゴフォリシティを標示するものが見られる。例えば、ŋáは視覚から推量される情報を表す文末助詞である。また、ma、mɛ、e、aはエゴフォリシティ及び自己にとっての情報の新しさに応じて使い分けられる
。
- àkhà é.「(私は) アカ人です。」(単なる言明)

- àkhà má ló?「(あなたは) アカ人ですか？」
- àkhà má.「はい、(私は) アカ人です。」(新知識)

- àkhà á.「(その人は) アカ人です。」(単なる言明)
- àkhà mɛ́ ló?「(その人は) アカ人ですか？」
- àkhà mɛ́.「はい、(その人は) アカ人です。」(新知識)

|    | エゴ | 非エゴ |
| -- | ---- | ------ |
| 新 | ma   | mɛ     |
| 旧 | e    | a      |

上記の例では人称代名詞が明示されていないもの、一人称の平叙文と二人称の疑問文ではéかmá、三人称では平叙文・疑問文共にáかmɛ́が用いられている (エゴフォリック分布)。